# 엄창섭 (시인)
엄창섭(嚴昌燮, 1945년 6월 10일 ~ )은 대한민국의 시인이자 국문학자이다.

## 생애
엄창섭은 1945년에 강릉에서 태어났다. 관동대학교를 졸업했고, 1973년 경희대학교 대학원에서 국어교육으로 석사 학위를 1986년 성균관대학교 대학원 국어국문학과에서 박사 학위를 받았다. 1980년부터 2010년까지는 관동대학교 국어교육과 교수로 재직했다. 

## 시인 활동
1977년 문예지 《시문학》에 〈새벽에 출범〉을 발표하며 등단했다. 시집 《바다와 해》(1980), 《땅에 쓴 장시》(1987), 《눈부신 약속》(1990), 《생명의 나무》(1991), 《골고다의 새》(1993) 《열매따기》(1994), 《신의 나라는 열매를 팔지 않아》(2004), 그의 대표시를 모은 《사고가능성》를 출간했다. 2013년 기준으로는 문예지 '문학의강'의 편집위원으로 일하고 있다.

## 시집
- 바다와 해 (시문학사, 1980)
- 땅에 쓴 장시 (한국회화연구회, 1987)
- 눈부신 약속 (인문당, 1990)
- 생명의 나무 (종로서적, 1991)
- 골고다의 새 (아티스트, 1993)
- 열매따기 (아티스트, 1994)
- 신의 나라는 열매를 팔지 않아 (홍익출판사, 2004)
- 사고가능성 (모던포엠, 2011)

## 연구서
- 김동명 문학 연구 (학문사, 1986)
- 현대시의 현상과 존재론적 해석 (영하출판사, 2001)
- 민족시인 심연수의 문학과 삶 (홍익출판사, 2001)
- 한국현대문학사 (새문사, 2002)
- 문예사조론 (홍익출판사, 2002)
- 삶과 문학, 그리고 잠언 (홍익출판사, 2002)
- 문화인식의 현상과 이해 (새문사, 2005)
- 문화인식의 확장과 변형 (푸른사상사, 2007)
- 인식의 전환과 현대시의 변주 (제이앤씨, 2009)
- 발상의 전환과 느림의 시학(지식과교양, 2011)

## 수상
- 1994, 제17회 한국현대시인상
- 1995, 제3회 후광문학상
- 1998, 관동문학상
- 2001, 제1회 서포문학상
- 2003, 제11회 순수문학상
- 2010, 소월문학상
- 2011, 제2회 박인환 시문학상